# Nadežda Hnikina-Dvališvili
Nadežda Hnikina-Dvališvili (gruzinsko ნადეჟდა დვალიშვილ-ხნიკინა), gruzinska atletinja, * 24. junij 1933, Baku, Sovjetska zveza.
Nastopila je na poletnih olimpijskih igrah v letih 1952 in 1956, osvojila je bronasti medalji v teku na 200 m leta 1952 in skoku v daljino leta 1956, v štafeti 4x100 je dosegla četrto mesto leta 1952. 